# Ōtoyo
Ōtoyo (japanska: 大豊町?, Ōtoyo-chō) är en landskommun (köping) i Kōchi prefektur i Japan. 